# جنرالي أرينا

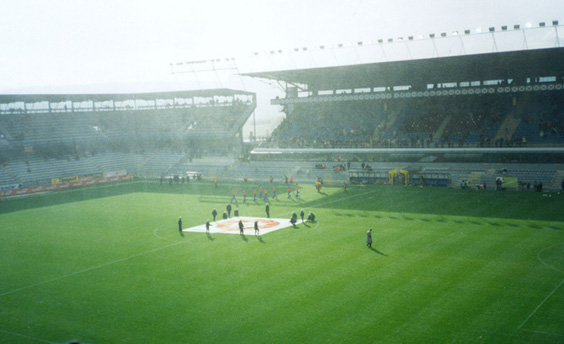

ملعب الساحة العالمية (جنرالي أرينا) هو ملعب كرة قدم يقع في براغ عاصمة التشيك . يسع الملعب لجلوس 20،854 متفرج . يعتبر الملعب الرسمي الذي يخوض فيه منتخب التشيك مبارياته الدولية . تم افتتاح الملعب في سنة 1969 ثم تم تجديده في سنة 1994 .